# Luca Paolini
Luca Paolini (ur. 17 stycznia 1977 w Mediolanie) – były włoski kolarz szosowy, brązowy medalista mistrzostw świata, kolarz profesjonalnej grupy Team Katusha.
W grupie zawodowej spełniał zazwyczaj rolę pomocnika Paolo Bettiniego, ale ma na koncie również własne sukcesy, m.in. wygrane w Giro del Piemonte (2002) i Strzale Brabanckiej (2004). W wyścigu jednodniowym HEW-Cyclassics Hamburg 2005 zajął 2. miejsce, za rodakiem Filippo Pozzato. Po II etapie Tour de Pologne 2005 został liderem wyścigu (zajmował 2. miejsca na czterech pierwszych etapach); utrzymał prowadzenie przez cztery dni, ale VI etapu nie ukończył i wycofał się tym samym z rywalizacji.
Na mistrzostwach świata 2004 zdobył brązowy medal w wyścigu ze startu wspólnego, przegrywając jedynie z Hiszpanem Óscarem Freirem i Niemcem Erikiem Zablem.
W 2013 roku wygrał 3. etap Giro d'Italia i został liderem wyścigu.
Dwukrotnie startował w igrzyskach olimpijskich.

## Najważniejsze zwycięstwa i sukcesy
- 2001
  - 1. miejsce w Gran Premio di Lugano
- 2002
  - 1. miejsce w Giro del Piemonte
- 2003
  - 1. miejsce w Gran Premio Bruno Beghelli
- 2004
  - 1. miejsce w Brabantse Pijl
- 2005
  - 1. miejsce na 3. i 6. etapie Tour of Britain
  - 1. miejsce na 3. etapie Tour de Wallonie
  - 2. miejsce w Vattenfall Cyclassics
- 2006
  - 1. miejsce na 12. etapie Vuelta a España
  - 3. miejsce w Mediolan-San Remo
  - 1. miejsce w Gran Premio Città di Camaiore
- 2007
  - 1. miejsce na 1. etapie Driedaagse van De Panne-Koksijde
  - 3. miejsce w Ronde van Vlaanderen
- 2008
  - 1. miejsce w Trofeo Laigueglia
  - 1. miejsce w Coppa Placci
- 2009
  - 1. miejsce w Coppa Bernocchi
- 2011
  - 3. miejsce w Giro del Piemonte
- 2013
  - 1. miejsce w Omloop Het Nieuwsblad
  - 5. miejsce w Mediolan-San Remo
  - 8. miejsce w E3 Prijs Vlaanderen
  - 1. miejsce na 3. etapie Giro d'Italia
    -  koszulka lidera wyścigu po 3. etapie (przez cztery etapy)
- 2015
  - 1. miejsce w Gandawa-Wevelgem